# Another Day in Paradise (Lied)
Another Day in Paradise ist ein Popsong von Phil Collins aus dem Jahr 1989, der in zahlreichen Ländern ein Nummer-eins-Hit wurde. 2001 erreichte die Coverversion von Brandy Norwood erneut in mehreren Ländern die Charts.

## Entstehung und Veröffentlichung
Another Day in Paradise wurde von Phil Collins geschrieben, um auf das Problem der Obdachlosigkeit, besonders in den USA, aufmerksam zu machen. Im Video unterstreichen Fotos von Obdachlosen und Text-Inserts („One Billion People Have Inadequate Shelter“, „3 Million Homeless in America“ und „100 Million Homeless Worldwide“) die Botschaft. Bei der Aufnahme wirkten neben Collins, der Gesang, Keyboard und Schlagzeug übernahm, David Crosby als Backgroundsänger, Leland Sklar am Bass und Dominic Miller als Gitarrist mit.
Die Erstveröffentlichung von Another Day in Paradise erfolgte am 9. Oktober 1989 als Single bei WEA Records (Katalognummer: 257 358-0). Am 7. November desselben Jahres erschien das Lied als Teil von Collins’ vierten Studioalbum …But Seriously (Katalognummer: 256 984-2), dessen erste Singleauskopplung es ist.

## Rezeption
1991 erhielten Collins und Padgham für Another Day in Paradise einen Grammy als Aufnahme des Jahres.
2009 wurde das Lied auf Platz 86 bei Billboard's Greatest Songs of All Time gelistet.

## Kommerzieller Erfolg

### Chartplatzierungen
Another Day in Paradise avancierte unter anderem zum Nummer-eins-Hit in Belgien (6 Wochen), Deutschland (10 Wochen), Norwegen (6 Wochen), Schweden (6 Wochen), der Schweiz (1 Woche) und den Vereinigten Staaten (4 Wochen).
| ChartsChartplatzierungen       | Höchstplatzierung | Wochen/ Monate |
| ------------------------------ | ----------------- | -------------- |
| Deutschland (GfK)              | 1 (30 Wo.)        | 30 Wo.         |
| Österreich (Ö3)                | 2 (5 Mt.)         | 5 Mt.          |
| Schweiz (IFPI)                 | 1 (20 Wo.)        | 20 Wo.         |
| Vereinigte Staaten (Billboard) | 1 (18 Wo.)        | 18 Wo.         |
| Vereinigtes Königreich (OCC)   | 2 (11 Wo.)        | 11 Wo.         |

| ChartsJahrescharts (1990)      | Platzierung |
| ------------------------------ | ----------- |
| Deutschland (GfK)              | 3           |
| Österreich (Ö3)                | 26          |
| Schweiz (IFPI)                 | 11          |
| Vereinigte Staaten (Billboard) | 7           |

### Auszeichnungen für Musikverkäufe
| Land/Region                  | Auszeichnungen für Musikverkäufe (Land/Region, Auszeichnung, Verkäufe) | Verkäufe  |
| ---------------------------- | ---------------------------------------------------------------------- | --------- |
| Australien (ARIA)            | Gold                                                                   | 35.000    |
| Dänemark (IFPI)              | Platin                                                                 | 90.000    |
| Deutschland (BVMI)           | Gold                                                                   | 250.000   |
| Frankreich (SNEP)            | Silber                                                                 | 200.000   |
| Italien (FIMI)               | Gold                                                                   | 25.000    |
| Neuseeland (RMNZ)            | Platin                                                                 | 30.000    |
| Spanien (Promusicae)         | Platin                                                                 | 60.000    |
| Vereinigte Staaten (RIAA)    | Gold                                                                   | 500.000   |
| Vereinigtes Königreich (BPI) | Platin                                                                 | 600.000   |
| Insgesamt                    | 1× Silber · 4× Gold · 4× Platin ·                                      | 1.790.000 |

Hauptartikel: Phil Collins/Auszeichnungen für Musikverkäufe

## Coverversionen

### Brandy
2001 veröffentlichte die amerikanische R&B-Sängerin Brandy eine Coverversion des Songs im Duett mit ihrem Bruder Ray J als Single-Auskopplung der europäischen Version ihres Albums Full Moon. Brandy nahm den Song auch für das Projekt Urban Renewal auf, ein Tributalbum für Collins mit Coverversionen seiner Hits von Hip-Hop- und R&B-Künstlern. Die R&B-Version wurde von Guy Roche produziert und ein Dance-Remix vom norwegischen Hitduo Stargate. Auch Brandys Version erreichte in diversen Ländern Top-Ten-Platzierungen. Außerdem erhielt die Coverversion in Österreich, Australien, Deutschland, Frankreich und in der Schweiz die Goldene Schallplatte.

### Weitere Coverversionen
Der Song wurde von zahlreichen weiteren Künstlern gecovert, beispielsweise 1990 von Max Greger und von Jam Tronik, 1992 von Howard Carpendale, 1994 von James Last feat. Richard Clayderman, 1997 von Dennis Brown, 2002 von Max Raabe feat. Palast Orchester, 2007 von Reel Big Fish. 2016 hatten Remady & Manu-L mit einer Danceversion einen Top-5-Hit in der Schweiz. 2019 gab es eine Version der Jazzformation 4 Wheel Drive (Nils Landgren, Michael Wollny, Lars Danielsson und Wolfgang Haffner). Christina Stürmer sang das Lied 2021 bei The Masked Singer.